# Università federale degli Urali
L'Università federale degli Urali "Boris Nikolaevič El'cin" (in russo Уральский федеральный университет имени первого Президента России Б.Н. Ельцина?), fondata nel 1920, è una delle più grandi università della Russia e si trova a Ekaterinburg. È intitolata a Boris Nikolaevič El'cin, primo presidente della Federazione russa. È stata creata dalla fusione dell'Università tecnica statale degli Urali con l'Università di stato degli Urali A. M. Gor'kij.

## Struttura

### Istituti e dipartimenti
L'Università federale degli Urali è costituita dai seguenti istituti e dipartimenti:
- Facoltà di apprendimento accelerato
- Scuola di specializzazione in ingegneria
- Scuola di specializzazione in economia e gestione
- Istituto di ingegneria chimica
- Istituto di ingegneria civile
- Istituto di educazione fondamentale
- Istituto per l'istruzione superiore e la formazione professionale
- Istituto di lettere e filosofia
- Istituto di scienze dei materiali e metallurgia
- Istituto di matematica e scienze informatiche
- Istituto di meccanica e costruzione di macchine
- Istituto di formazione tecnica e di sicurezza militare
- Istituto di scienze naturali
- Istituto di tecnologie educative aperte
- Istituto di educazione fisica, sport e politiche giovanili
- Istituto di fisica e tecnologia
- Istituto per la pubblica amministrazione e l'imprenditoria
- Istituto di radioelettronica e tecnologie dell'informazione
- Istituto di scienze politiche e sociali

### Istituti di istruzione intermedia
- Centro scientifico e didattico specializzato dell'UrFU
- Liceo UrFU

## Onorificenze
Sovietiche
Mongole